# Estación de Villaquirán
Villaquirán es una estación de ferrocarril situada en el municipio español de Villaquirán de los Infantes, en la provincia de Burgos, comunidad autónoma de Castilla y León. Cuenta con servicios de Media Distancia operados por Renfe.

## Situación ferroviaria
Las instalaciones se encuentran situadas en el punto kilométrico 339,482 de la línea férrea de ancho ibérico que une Madrid con Hendaya, a 783 metros de altitud, entre las estaciones de Villodrigo y Burgos. El tramo es de vía doble y está electrificado.

## Historia
La estación fue inaugurada el 25 de noviembre de 1860 con la puesta en marcha del tramo Burgos – Venta de Baños de la línea radial Madrid-Hendaya. Su explotación inicial quedó a cargo de la Compañía de los Caminos de Hierro del Norte de España quien mantuvo su titularidad hasta que en 1941 fue nacionalizada e integrada en la recién creada RENFE.

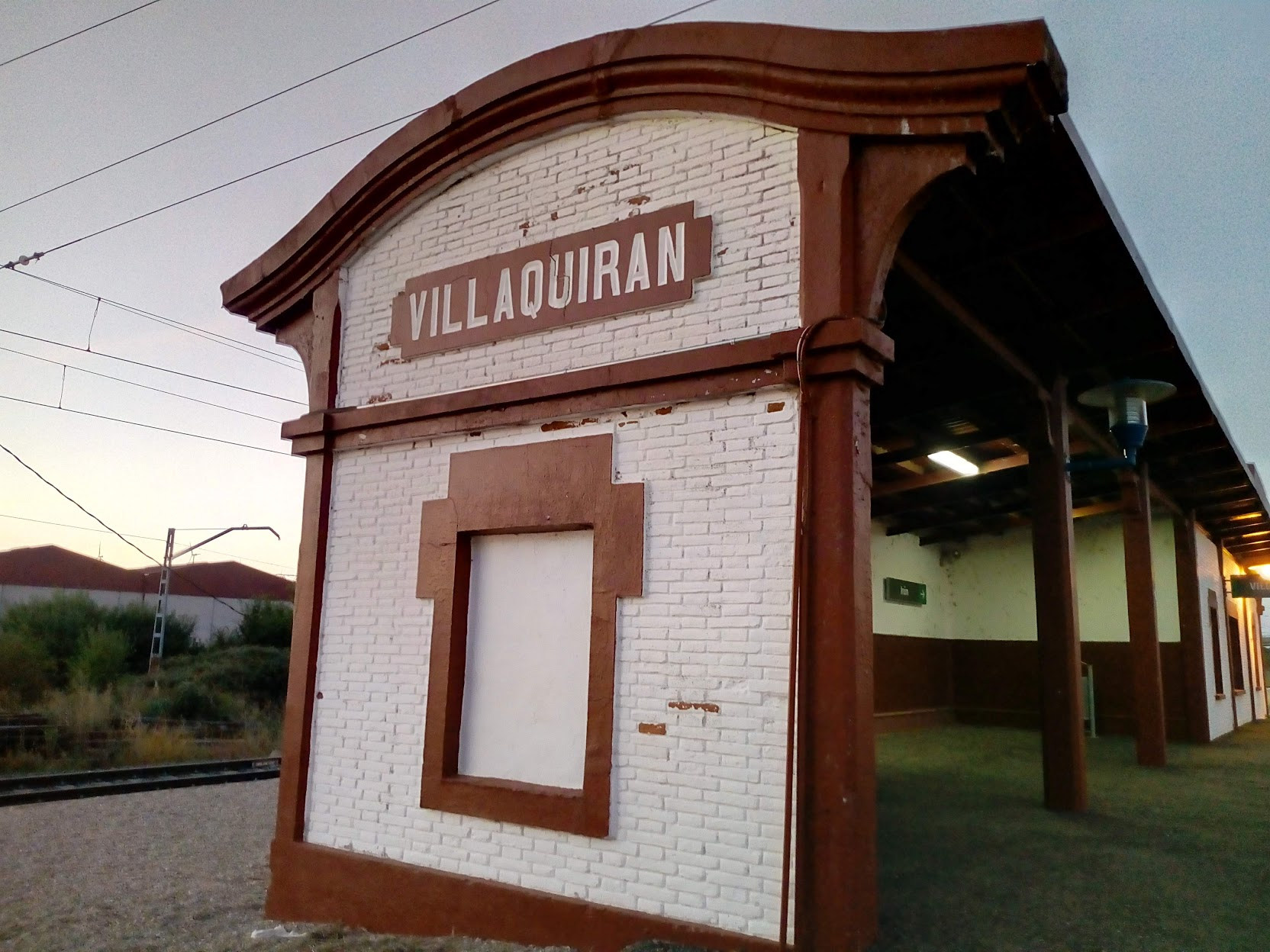
Marquesina en el andén contrario al edificio de viajeros donde vemos el nombre de la estación

Desde el 31 de diciembre de 2004, Renfe Operadora explota la línea mientras que Adif es la titular de las instalaciones ferroviarias.

## La estación
El edificio de viajeros de la estación de Villaquirán es un clásico edificio de dos pisos que posee un anexo que se usaba como muelle de mercancías. Tiene dos andenes, uno lateral y otro central y cuatro vías. Los cambios de andén se realizan a nivel. En el andén opuesto al edificio de viajeros se encuentra un refugio de grandes dimensiones para los viajeros que esperen los trenes que acceden por la vía 2. 

## Servicios ferroviarios

### Media Distancia
En la estación Renfe presta servicios de Media Distancia, comercializados como MD, que enlazan Madrid-Príncipe Pío con Vitoria:
| Línea MD | Servicio | Origen/Destino      | Paradas intermedias | Destino/Origen      |
| -------- | -------- | ------------------- | --- | ------------------- |
| 21       | MD       | Madrid-Príncipe Pío | Villalba · El Escorial · Zarzalejo · Robledo de Chavela · Santa María de la Alameda-Peguerinos · Las Navas del Marqués · Navalperal · Herradón-La Cañada · Ávila · Arévalo · Medina del Campo · Valladolid-Campo Grande · Venta de Baños · Palencia · Magaz · Quintana del Puente · Villaquirán · Burgos-Rosa Manzano · Briviesca · Miranda de Ebro | Vitoria             |
| 21       | MD       | Vitoria             | Miranda de Ebro · Pancorbo · Briviesca · Burgos-Rosa Manzano · Villaquirán · Quintana del Puente · Magaz · Palencia · Venta de Baños · Valladolid-Campo Grande · Medina del Campo · Arévalo · Ávila · El Escorial · Villalba | Madrid-Príncipe Pío |